# Liesse-Notre-Dame
Liesse-Notre-Dame – miejscowość i gmina we Francji, w regionie Hauts-de-France, w departamencie Aisne.
Według danych na styczeń 2014 roku gminę zamieszkiwało 1380 osób, a gęstość zaludnienia wynosiła 138,6 osób/km².
Wioska jest znana z posągu Czarnej Madonny. Pielgrzymki do figury były organizowane już od XII wieku. Brali w nich udział m.in. Joanna d’Arc, Ludwik XI oraz Franciszek I. W miejscowości mieści się kościół Notre-Dame mieszczący figurę, który został podniesiony do godności bazyliki w 1923 roku.